# Варфоломеевка (станция)
Варфоломе́евка — железнодорожная станция Владивостокского отделения Дальневосточной железной дороги и населённый пункт при ней (посёлок). Расположена в одном километре западнее села Варфоломеевка Яковлевского района Приморского края. Неэлектрифицирована.

## Станция выполняет следующую работу
- Снабжение нефтепродуктами военного аэродрома «Варфоломеевка» ВВС России;
- Приём и отправка грузов, предназначенных для предприятий и организаций Яковлевского района.

## История
Станция Варфоломеевка основана в 1937 году. В тот год началось строительство двух аэродромов (1-я и 2-я площадки), железной дороги, складов ГСМ. Для железнодорожников были построены бараки и существовал так называемый «путейский двор». Жителями этого «двора» были семьи Андречатенко, Товбаз, Бирун, Пучковых и другие. Позднее для железнодорожников был построен большой дом на несколько квартир. Одновременно был возведён и вокзал — маленький деревянный домик.